# 野付半島

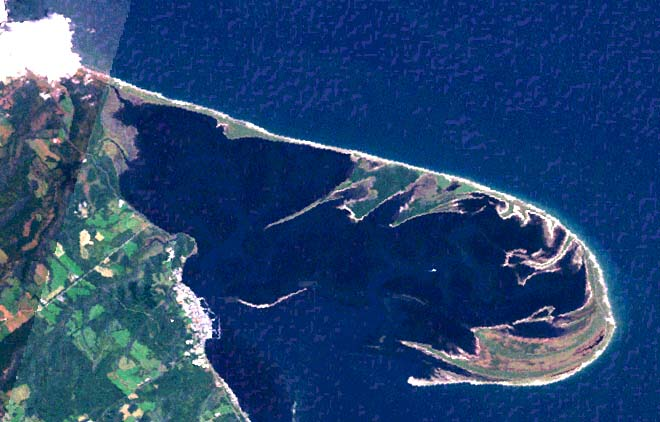
ランドサット衛星写真。スペースシャトル標高データ使用。

野付半島の位置。スペースシャトル標高データ使用。

野付半島（のつけはんとう）は、北海道標津郡標津町および野付郡別海町にある細長い半島である。全長約26キロメートルにわたる砂嘴であり、規模としては日本最大である。野付半島・野付湾は、湿地の保全に関するラムサール条約に登録されている。

## 概要

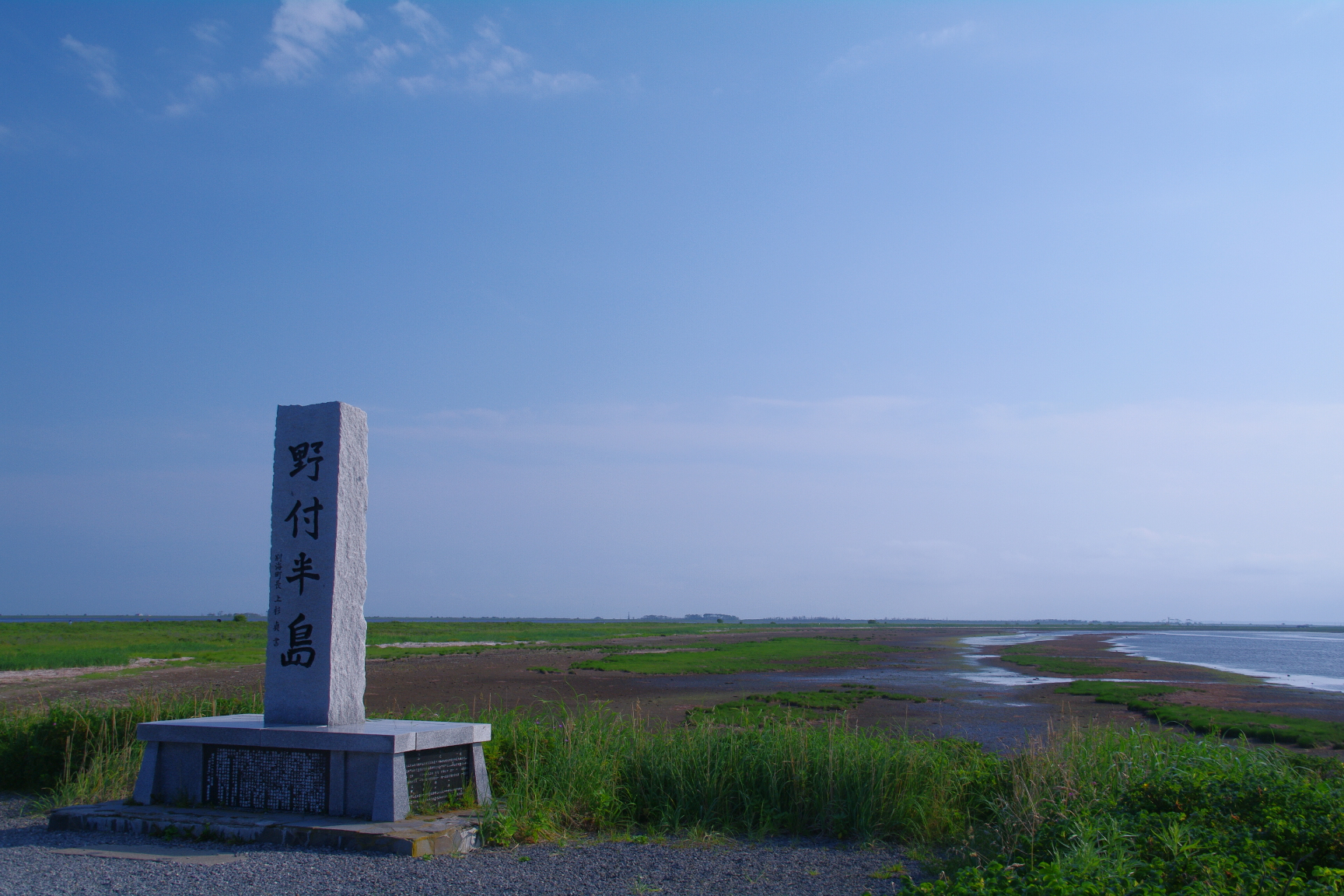
野付半島先端部。平らな地形であることがわかる。

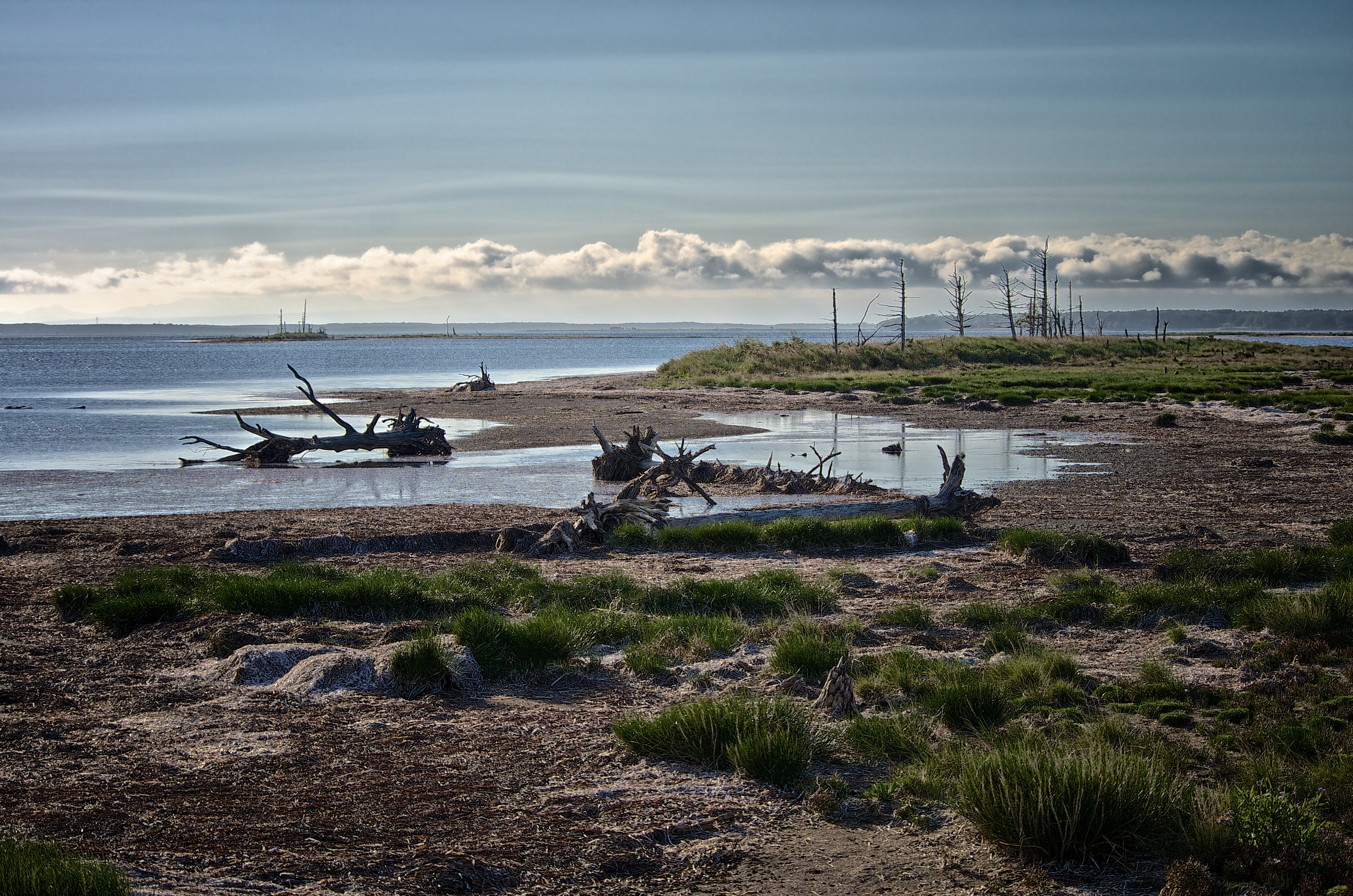
トドワラ

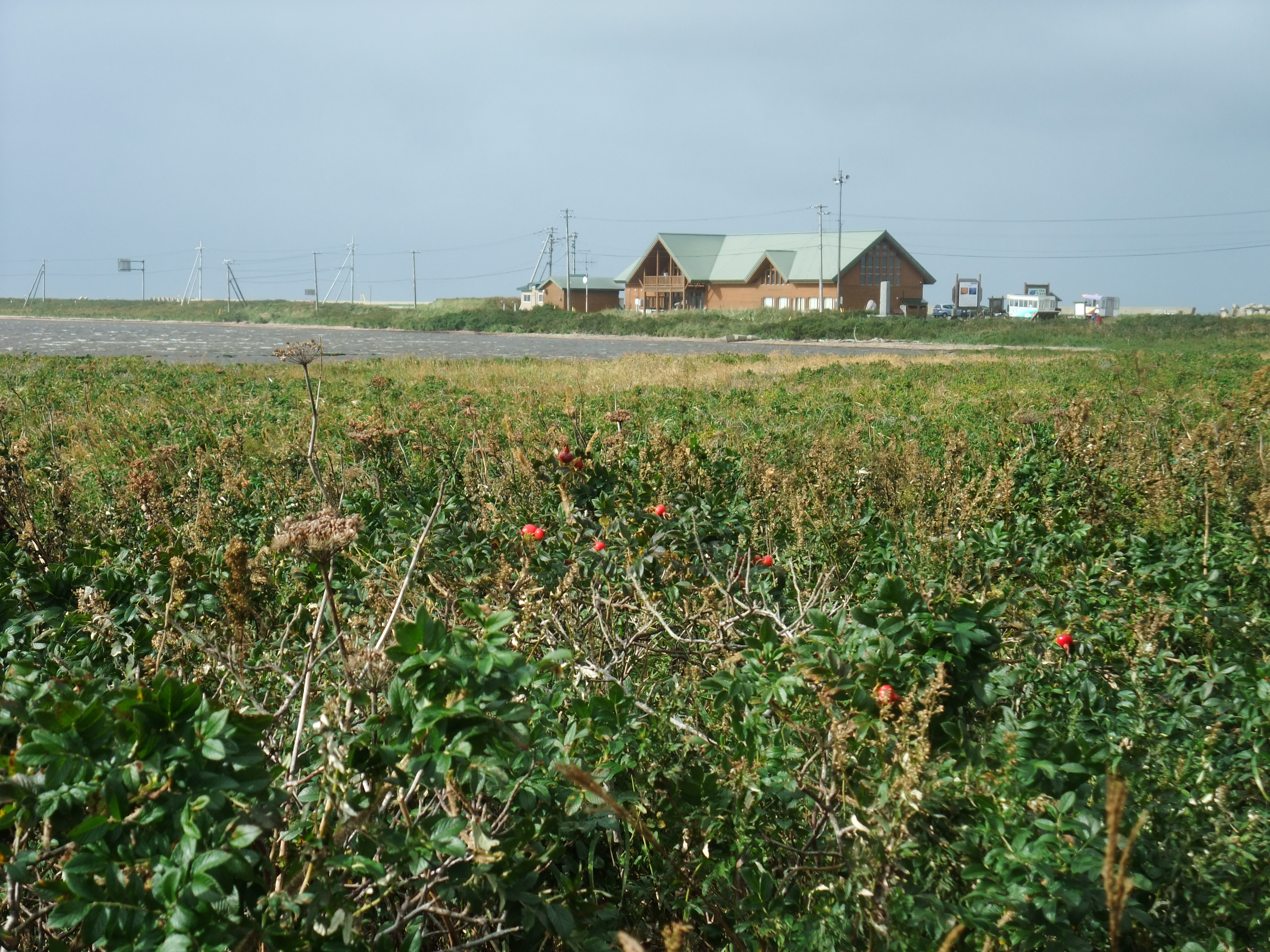
野付半島ネイチャーセンター

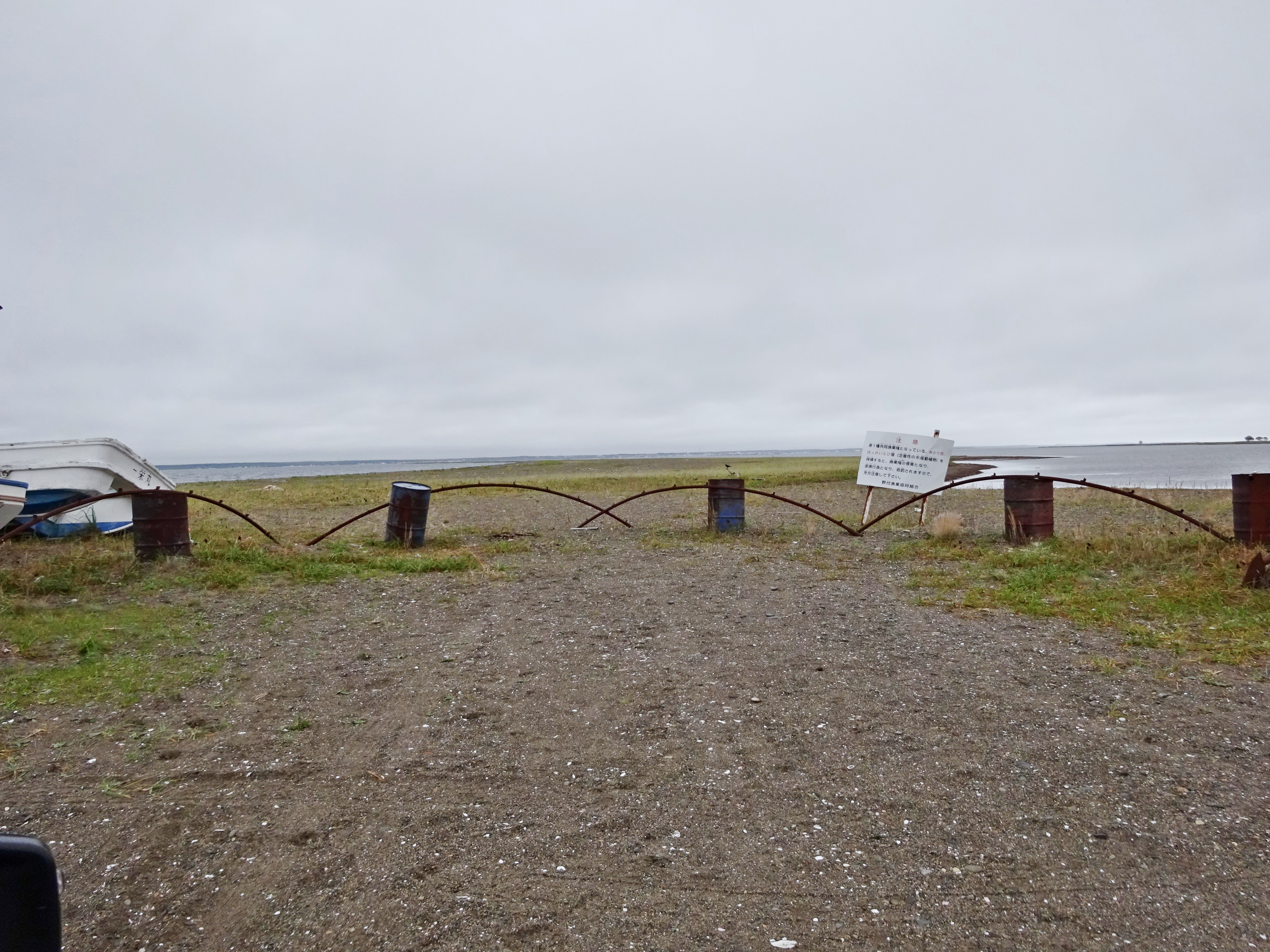
野付半島車道末端

半島の付け根にあたる部分が標津町に属し、その先の大部分が別海町に属する。半島付け根付近には民家が存在するものの、別海町に属する先端部に民家はほとんどなく、野付半島ネイチャーセンターと、漁業関連や土木・建設関連の資材置き場が存在するのみである。
野付半島ネイチャーセンターは、トドワラへの遊歩道入口にあたる半島先端部に位置し、専門員が常駐し野付半島周辺の動植物や地理、歴史を解説展示（常設）している他、動植物観察会等の各種イベントを実施している。食堂、売店も併設する。またトドワラまでを往復するトラクターバス（有料）が運行されることもある。
「野付」の名はアイヌ語の「ノッケウ」（下顎）に由来し、砂州の形状をクジラの下顎になぞらえて付けられたものと考えられている。

## 自然
野付風蓮道立自然公園に属し、砂嘴によって囲まれた湾部は野付湾とよばれ干潟やアマモ場が分布している。そこには多様な底生生物（甲殻類や貝類など）が生息しており、またそれらを餌とするキアシシギやオオハクチョウ、コクガン、タンチョウ、ヒドリガモ、スズガモ、ホオジロガモ、ベニマシコ、オオジュリンなどの渡り鳥も数多く飛来し、その数は毎年2万羽以上にもなる。冬には知床半島同様、オオワシやオジロワシが集結する。そのため、2005年11月1日に国指定野付半島・野付湾鳥獣保護区（集団渡来地）に指定され（面積6,146ha、うち特別保護地区6,053ha）、同年11月8日にラムサール条約登録湿地に登録された。テンキグサ、ハマナス、シロツメクサなどが生え、夏季と秋季には数多くの花々が見られ、歩行路を飾る事から通称『フラワーロード』とも呼ばれる。また、トドワラ（トドマツの立枯れ）やサンゴ草も分布し、独特の風景を保持する。
陸生の動物ではオコジョ、イイズナ、ヤチネズミ、キタキツネ、エゾシカを含める哺乳類が棲息する。その他、数多くのチョウ類やトンボ類、固有種のノサップマルハナバチも見られる。ノサップマルハナバチは、南部千島列島、根室半島、野付半島にのみ生息する。
ゴマフアザラシが湾内の砂州で休息し、観光船から観察できる。ミンククジラ、カマイルカ、ネズミイルカなどの鯨類も半島周辺に現れる。時にはシャチが現れ、シロイルカの確認例もある。
2022年6月、環境省は野付半島と風蓮湖、根室半島周辺を国定公園の新規指定候補地として選定。既存の野付風蓮道立自然公園を拡大する形で2030年までの国定公園指定を目指すとしている。

## 気候
寒冷地域によく見られる、穏やかな春季と秋季の短さが目立つ。夏は概して霧が多く、7月上旬ですら日中の気温が11℃という時もあるほど冷涼。一方で冬季の降雪量は多くはなく、風量が多いものの晴天にも恵まれる。流氷も冬季には確認されることがある。

## 歴史・文化
江戸時代後期には千島列島での交易や漁業の拠点となって栄えており、漁業の拠点となる集落キラクが存在した。現在も、その時代の墓地などの遺構が存在するが、足場が悪くぬかるんでいる。2004年10月22日には北海道遺産に打瀬舟と共に選定される。

## 環境問題
近年は、砂州からの砂の流出が激しく、また地球温暖化による海面上昇の影響により砂州が年々狭まり、道路近辺まで海面が押し寄せてきている。さらに半島自体が年に1.5cmのスピードで地盤沈下している。最近は低気圧、地震、高潮等気象条件により立ち入り禁止になることも増えており、将来近いうちに砂州および道路が海水により切断され半島ではなく島となり、野付半島自体が消失することが危惧されている。

## 半島周辺
半島の先は、野付水道（露語：イズメナ海峡（пр. Измены））を挟んで、北方四島の一つ国後島の螻向崎（ケラムイ崎、露語：ベスロ岬（м. Весло））と向き合っている。好天時には泊山（露語：ゴロヴニン火山（влк. Головнина））がくっきりと望める。

## アクセス
- 北海道道950号野付風蓮公園線

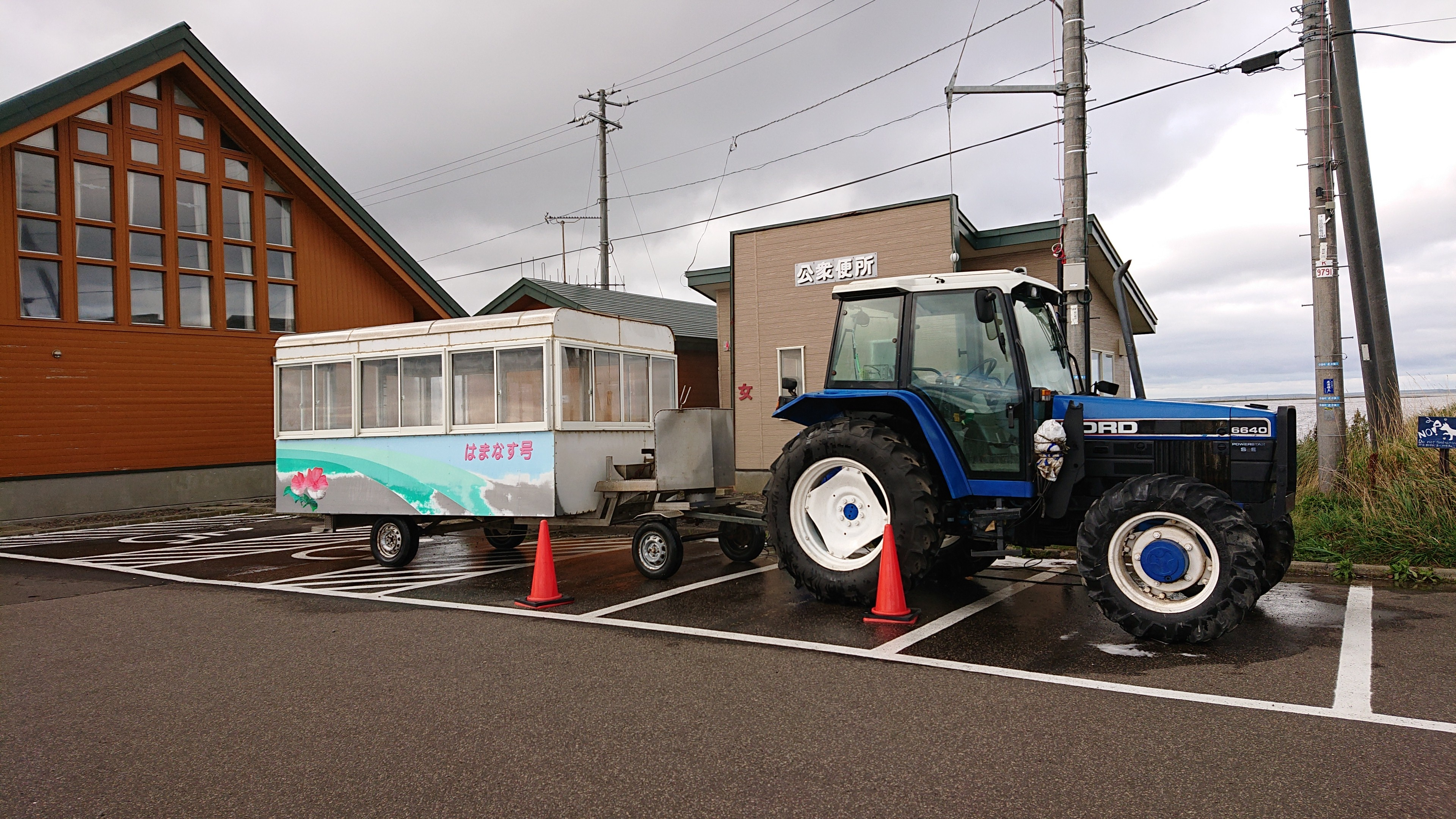
トラクターバス「はまなす号」

- 阿寒バスが7月中旬〜8月中旬に標津より路線バスを運行する。野付半島ネイチャーセンターで1時間45分停車し、尾岱沼方面へ至る。
- 夏季はネイチャーセンターよりトドワラまでの間をトラクターバス（はまなす号）が運行している。以前は馬車での運行であったが、馬が死去したため、現在はトラクターバスが運行されている[12][13]。